# Cyarda acuminipennis
Cyarda acuminipennis är en insektsart som först beskrevs av Maximilian Spinola 1839.  Cyarda acuminipennis ingår i släktet Cyarda och familjen Flatidae. Inga underarter finns listade i Catalogue of Life.